# 山田直樹 (ジャーナリスト)
山田 直樹（やまだ なおき、1957年 - ）は日本のフリーランスジャーナリスト。

## 略歴
埼玉県生まれ。和光大学を除籍。週刊文春の専属記者となった後に、フリーランスのジャーナリストとなる。
週刊新潮で2003年に連載した「新『創価学会』を斬る」で編集者が選ぶ雑誌ジャーナリズム賞（第10回）大賞を受賞。